# Edmund van Schotland
Edmund of Etmond mac Maíl Coluim (ca. 1070 - na 1097) was een zoon van Malcolm III van Schotland en diens tweede vrouw, Margaretha van Wessex. Hij kan worden aangetroffen in Schotse koningslijsten, maar er is geen bewijs dat hij effectief koning was. Hoewel Edmund vermoedelijk de tweede oudste zoon van Malcolm en Margaretha was, werd hij in de opeenvolgende troonopvolgingen overgeslagen omwille van het verraad tegenover zijn broers door de kant van hun oom, Donald III, te kiezen.
Toe Edmunds vader en kroonprins Eduard, zijn oudste zoon bij Margaretha, op 13 november 1093 in Alnwick Castle werden vermoord, nam Edmunds oom Donald de troon over. Edmund en zijn jongere broers Edgar, Alexander en David vluchtten naar het buitenland, naar Engeland, om zich te vervoegen bij hun halfbroer, Duncan, aan het hof van de Engelse koning, Willem Rufus.
In 1094 verdreef Duncan, met Rufus' zegen en de steun van landeloze edelen aan het Engelse hof en landeigenaars in Lothian, Donald van de troon. Er wordt van uitgegaan dat Edmund, die de tweede oudste overgebleven zoon was, nu Duncans beoogde opvolger was. Duncan werd door een opstand gedwongen zijn Engelse bondgenoten naar huis te sturen en werd kort daarop vermoord. De moordenaar was Máel Petair, Mormaer van Mearns, maar de Annalen van Ulster en Willem van Malmesbury zijn het met elkaar eens dat de moord werd uitgevoerd op bevel van Donald en Edmund.
Wat Edmund ertoe bracht zich aan te sluiten bij zijn oom is niet geweten. Er wordt van uitgegaan dat Donald hem als zijn erfgenaam aanduidde daar Donald zelf geen zonen had en men denkt dat Edmund een apanage kreeg om over te heersen.
Edmunds oom langs moederskant, Edgar Ætheling, kwam in 1097 naar het noorden, verdreef Donald van de troon en installeerde Edgar als koning, met Alexander als zijn beoogde opvolger. Terwijl Donald werd verminkt en in een kerker werd gegooid waar hij in 1099 overleed, kwam Edmund er beter vanaf: hij kreeg de tonsuur en werd naar de abdij van Montacute in Somerset gestuurd. Zijn exacte sterfdatum is niet geweten.